# Aspers (Pennsylvania)
Aspers ist ein Census-designated place (CDP) in Adams County, Pennsylvania, Vereinigte Staaten. Der Bevölkerungsstand nach dem Census 2020 betrug 486. Beim Census 2000 war es noch gelistet als Bendersville Station-Aspers CDP.

## Geographie
Nach einer Erhebung des United States Census Bureau hat Aspers eine Gesamtfläche von 0,55 Quadratmeilen (1,42 km²). Davon sind 0,037  Quadratmeilen (0,06 km²) oder 4,4 % Wasserfläche.

## Bevölkerung
Nach dem Census 2000 lebten in Aspers 324 Menschen in 108 Haushalten. Es wurden 81 Familien gezählt. Die Bevölkerungsdichte betrug 643,3 Menschen pro Quadratmeile (250,2 pro km²). 78,4 % der Bevölkerung waren Weiße.
In 31,5 % der Haushalten lebten Kinder unter 18 Jahren. 54,6 % der Haushalte bildeten verheiratete Familien, 16,7 % waren alleinerziehende Frauen und 24,1 % waren nichtfamiliäre Haushalte.
Die Altersstruktur in Aspers teilte sich wie folgt auf:
- 24,4 % der Einwohner waren jünger als 18 Jahre
- 12,7 % waren zwischen 18 und 24 Jahren alt
- 29,0 % waren zwischen 25 und 44 Jahren alt
- 18,2 % waren zwischen 45 und 64 Jahren alt und
- 11,7 % der Bevölkerung waren über 65 Jahre alt

Dies ergab einen Altersdurchschnitt von 33 Jahren. Auf 100 Frauen kamen  96,4 Männer.
Das durchschnittliche Haushaltseinkommen im Jahr 2000 betrug 44.167 $ und das durchschnittliche Familieneinkommen 41.042 $.